# Гопанчук Леонід Авакумович
Леонід Авакумович Гопанчук (нар. 29 березня 1955 в селі Заболотинці Млинівського району Рівненської області — помер 5 вересня 2013) — український живописець, портретист, заслужений художник України (2009), член НСХУ (2011).

## Життєпис
Батько Авакум Онисимович (1924—1998) був священнослужителем протестантської громади, працював у колгоспі садівником та пасічником. Мати Ольга Антонівна (1926—2017) — колгоспниця. Виховали 3 дітей — Нафанаїл (1948—2014), Емілія (1951), Леонід (1955—2013).
Навчався у 1963—1966 в початковій школі с. Заболотинці, з 1966 по 1970 — у Малинській восьмирічній школі, де вчитель Клим'юк Л. Д. помітивши художні здібності учня, давав йому перші уроки живопису. Покликання художника Леонід відчув з дитинства і рано почав малювати. Його перші дитячі роботи — портрети селян, хати на хуторах, янголи, які прикрашають досі домівки односельців. У 1972 закінчив Острожецьку середню школу. Після закінчення школи рік працював художником-оформлювачем у колгоспі рідного села, бо не встиг вчасно здати документи до Львівського художнього інституту, куди мав намір вступати.
У 1973 вступив до Київського художнього інституту на архітектурний факультет. В інституті здобув дві спеціальності — спочатку архітектора, згодом — живописця. Викладачами на факультеті архітектури, які мали вплив на формування митця були Лариса Павлівна Скорик, Микола Миколайович Степанов. Закінчив інститут у 1981, працював художником, а згодом став головним художником Промторгу України, поєднуючи роботу на посаді з творчою діяльністю.
У 1990-х організовував у приватних галереях Києва мистецькі виставки авторів, готував до друку матеріали про цих митців. Від 1993 року був учасником всеукраїнських та міжнародних мистецьких виставок. Персональні виставки митця проходили у Києві (1998, 2000, 2002)
Леонід Гопанчук приятелював і співпрацював з відомими митцями – Олександром Мельником, Анатолієм Гайдамакою, Іваном Марчуком, Андрієм Будником, Володимиром Скопенком, Миколою і Петром Малишками, Миколою Стратілатом, Василем Красьохою та іншими, брав участь у багатьох мистецьких заходах.
До Національної спілки художників України був прийнятий 2011 року, бувши вже визнаним художником.
Проживав у Києві, згодом — у Броварах. Життя художника несподівано обірвалося 5 вересня 2013. Леонід Гопанчук похований на Новому кладовищі в місті Бровари Київської області. 
Діти — Богдана (нар. 1986), Роберт (нар. 1988) Ален (нар. 1993). Вдова художника — Неоніла Олексіївна Струк (нар. 1957).

## Творчість
У 1990 Леонід Гопанчук став учасником артгрупи «Стронцій-90» (соціально-екологічна група незалежних художників, створена в Києві у 1990 році, що об’єднала художників, яким не байдужі проблеми Чорнобиля і екології. Основу артгрупи становили художники-тральфреалісти Валерій Голейко, Тетяна Чеброва та Олексій Бреус.
Талант художника розкрився у творах на історичну тематику. Своїм покликанням він вважав відродження духовних святинь України, повернення історичної пам’яті, пізнання правдивої драматичної історії засобами мистецтва, таким чином пробуджуючи генетичну пам’ять і національну свідомість у молодого покоління українців. Так народився його мистецький проєкт «Святині України-Руси».
Творчість тяжіла і до релігійної, філософської тематики, питань духовного зростання людства. Своє розуміння творення світу художник виклав на полотнах «Хрест спасіння. Діалог з Казимиром Малевичем» (2003) та «Катехизис». Світло для світу» (2003), «Повернення блудного сина. Вікно отчого дому» (1997), «Зоря надвечірня, Відповідь Казимиру Малевичу (2003).
Намагання відобразити на його полотнах свої корені, одвічні цінності, які є основою життя і щастя, виявилося в роботах художника «Дороги дитинства» (1999), «Цвітуть соняшники» (2006), «Вікно отчого дому» (1997), «За читанням» (1992), «Дорога до храму» (1995).
Леонід Гопанчук відомий також як портретист. З під пензля художника постали образи видатних українців: «Явлення. Портрет Патріарха Київського і всієї України-Руси Володимира Романюка» (1995), «Незнищенний вогонь» (портрет митрополита Василя Липківського (2008), «Дорога завдовжки в життя» (2010)(портрет Тараса Шевченка), портрети гетьманів Івана Мазепи, Івана Виговського, Богдана Хмельницького (2007). Перлинами портретного мистецтва Леоніда Гопанчука стали «Українка. Портрет матері» (2002), «Юна вершниця. Портрет доньки Богданни» (2000), «Дочка Богдана (Пам’яті К. Моне)» (2001), «Портрет сина Аланчика» (1996), «Портрет Оксани» (1998), «Прогулянка в Качанівці. Портрет Олі» (2000), «Перші проліски. Портрет Лариси Хаматової» (2005). На V міжнародному артфестивалі, що проходив у Києві 2010 року, Леоніда Гопанчука визнано одним із найкращих портретистів Європи.
Захоплення музичними творами Антоніо Вівальді переросло у серію робіт «Пори року». Неодноразово він проводив перформанси з поетом, музикантом, радіоведучим Романом Колядою.
Творчість Леоніда Гопанчука була представлена на багатьох виставках та артфестивалях в Україні та за рубежем, зокрема, у Німеччині (1993), Швеції (1995), Південній Кореї (1999), Туреччині (2005). Альбом його художніх робіт «Святині України-Руси» був визнаний Держкомітетом радіо і телебачення кращим мистецьким виданням 2011 року.
Роботи художника знаходяться у приватних колекціях і музеях більше як 20 країн світу – США, Канада, Аргентина, Німеччина, Франція, Великобританія, Італія, Швеція, Чехія, Польща, Південна Корея, ПАР, Болгарія, Росія, Фінляндія та ін.

## Громадська діяльність
Художник багато часу віддавав громадській роботі. Був членом Національної ради з питань культури і духовності при Президентові України, Міжнародної асоціації «Афганці Чорнобиля», активним членом Рівненського земляцтва, почесним членом Фонду сприяння розвитку мистецтв, членом журі Міжнародного дитячого фестивалю «Світ талантів», куратором кількох мистецьких проєктів. З радіожурналісткою Тамарою Бортняк у 2012 році вів авторську програму «Шедеври української культури».

## Відзнаки
- Заслужений художник України (2009)

## Пам'ять
Виставки-реквієми відбулися у Київському національному університеті імені Тараса Шевченка (2013), Спілці Архітекторів України (2014), у Музеї літератури України (2015), Національній бібліотеці України імені В. І. Вернадського (2019), галереї НСХУ «Митець» (2022). За останні декілька років виставки Леоніда Гопанчука з успіхом пройшли у Дубно, Рівному, Луцьку, Івано-Франківську, Чернівцях, Нетішині, Меджибожі, Шепетівці, Хотині, Кам’янці-Подільському, Броварах.